# Siria en los Juegos Olímpicos de Seúl 1988
Siria estuvo representada en los Juegos Olímpicos de Seúl 1988 por un total de 13 deportistas masculinos que compitieron en 4 deportes.
El portador de la bandera en la ceremonia de apertura fue el atleta Hafez El-Husein. El equipo olímpico sirio no obtuvo ninguna medalla en estos Juegos.